# Palito de pescado

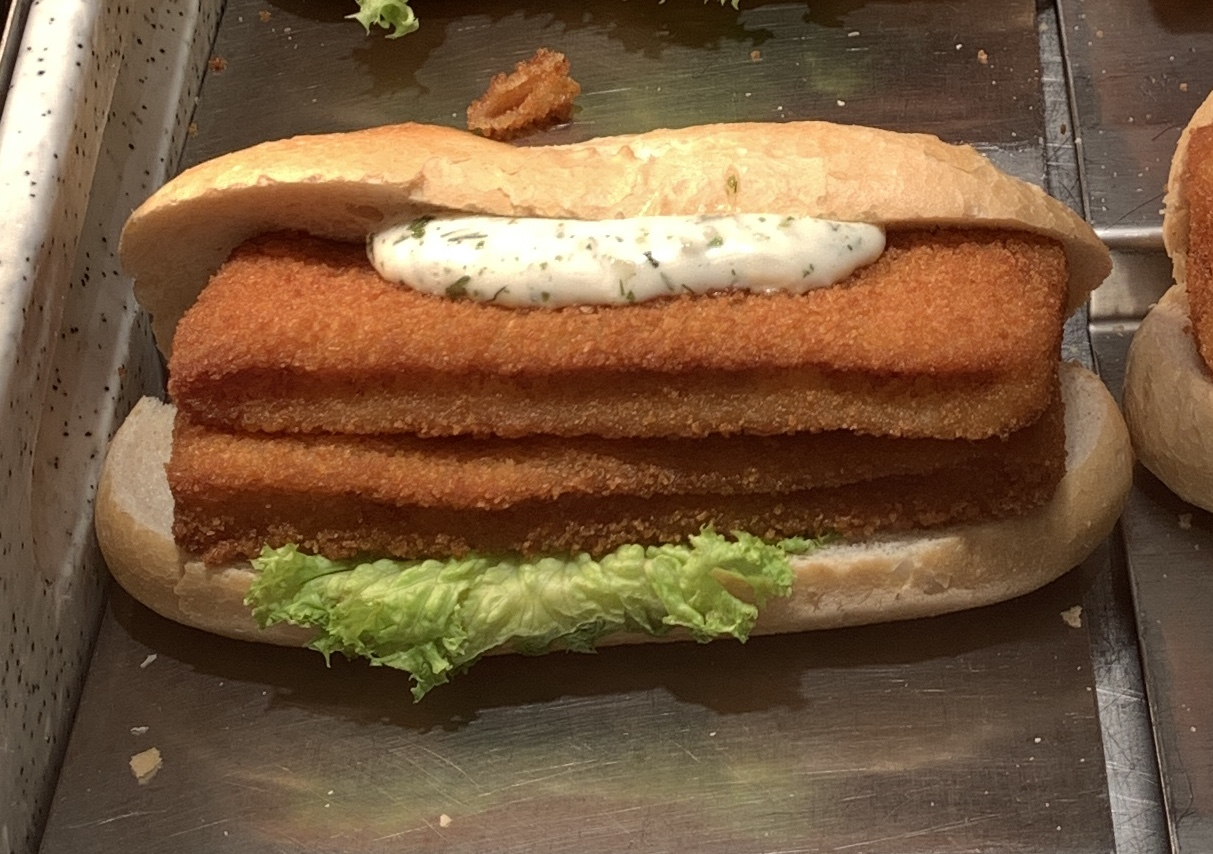
Ejemplo de palitos de pescado.

Los palitos o varitas de pescado son un alimento procesado hecho a partir de pescado blanco (tradicionalmente bacalao) que se reboza o empana. Se encuentran comúnmente en la sección de congelados de los supermercados, y son frecuentes en los menús infantiles de restaurantes familiares.
Sin embargo, los que son mal cocinados o no se calientan bien, pueden llegar a atragantar a los más pequeños.
Las variedades incluyen tipos diferentes de pescado, tales como abadejo, salmón o rape, condimentados del empanado o rebozado (como pimienta, ajo y limón) y formas especiales.

## Historia
En el Reino Unido, en los años 1940 la mayoría de las capturas de arenque se encurtían y exportaban a otros países del norte de Europa. En un intento de hacerlo más atractivo para el consumidor doméstico, las compañías probaron a presentarlo de una forma nueva, creando palitos de arenque sin rebosado que llamaron «sabrosos de arenque» (herring savouries) y que fueron probados en el mercado frente a un producto de control insulso de palitos de bacalao, vendidos como «dedos de pescado» (fish fingers). Los compradores de Southampton y Gales del Sur, donde se llevó a cabo la prueba, confundieron a los organizadores mostrando una abrumadora preferencia por el bacalao. Los palitos de bacalao fueron producidos por primera vez en Great Yarmouth e introducido en Gran Bretaña el 26 de septiembre de 1955.